# 駐日バーレーン大使館
駐日バーレーン大使館（アラビア語: سفارة البحرين في اليابان、英語: Embassy of Bahrain in Japan）は、バーレーンが日本の首都東京に設置している大使館である。在東京バーレーン大使館（アラビア語: سفارة البحرين في طوكيو、英語: Embassy of Bahrain in Tokyo）とも。
1971年8月、バーレーンがイギリスからの独立を宣言し、同年内に日本がバーレーンの独立を承認。1972年に両国間の外交関係が樹立された後、2005年、東京にバーレーン大使館が開設された。

## 所在地
| 日本語 | 〒107-0052 東京都港区赤坂1-11-36 レジデンスバイカウンテス710号室        |
| 英語   | Residence Viscountess #710, 1-11-36, Akasaka, Minato-ku, Tokyo 107-0052 |

## 大使
2018年3月14日より、アハメッド・ムハッマド・ユースフ・アルドーセリが特命全権大使を務めている。